# Jitaúna (kommun)
Jitaúna är en kommun i Brasilien.   Den ligger i delstaten Bahia, i den östra delen av landet, 900 km öster om huvudstaden Brasília. Antalet invånare är 14 115.
Följande samhällen finns i Jitaúna:
- Jitaúna

Omgivningarna runt Jitaúna är en mosaik av jordbruksmark och naturlig växtlighet. Runt Jitaúna är det ganska glesbefolkat, med 23 invånare per kvadratkilometer.